# Agnieszka Owczarczak
Agnieszka Maria Owczarczak (ur. 11 lipca 1979 w Gdańsku) – polska samorządowiec i przedsiębiorca. Od 2018 przewodnicząca Rady Miasta Gdańska VIII i IX kadencji.

## Życiorys

### Wykształcenie i praca zawodowa
Jest absolwentką Szkoły Podstawowej nr 92 w Gdańsku (1994) oraz II Liceum Ogólnokształcącego w Gdańsku-Wrzeszczu (1998). W 2003 ukończyła studia na Wydziale Ekonomicznym – kierunek handel zagraniczny i w 2004 na Wydziale Zarządzania – kierunek organizacja i zarządzanie. W latach 2003–2004 pracowała na stanowisku specjalisty ds. funduszy pomocowych Wojewódzkiej i Miejskiej Biblioteki Publicznej w Gdańsku, a od 2004 do 2006 sprawowała obowiązki dyrektora marketingu w firmie Campus Travel Sp. z o.o. Od 2006 zajmuje stanowisko prezesa Zarządu ANCO Sp. z o.o.

### Działalność polityczna
W latach 1999–2009 należała do Stowarzyszenia „Młodzi Demokraci”, w którym pełniła między innymi funkcję sekretarza, a następnie przewodniczącej koła gdańskiego. Od 2001 należy do Platformy Obywatelskiej. W 2004 ubiegała się bezskutecznie z list Platformy Obywatelskiej o mandat posła do Parlamentu Europejskiego. W 2006 kandydowała do Rady Miasta Gdańska z ramienia Platformy Obywatelskiej i otrzymała mandat radnej. Pracowała m.in. w Komisji Edukacji i Komisji Rozwoju Przestrzennego. 27 sierpnia 2009 została wybrana na stanowisko wiceprzewodniczącej Rady Miasta Gdańska. W 2010 ponownie kandydowała do rady miasta Gdańska z ramienia Platformy Obywatelskiej, uzyskała 4195 głosów i otrzymała mandat radnej. Podczas pierwszej sesji rady ponownie została wiceprzewodniczącą Rady Miasta Gdańska. Została również członkiem Komisji Rozwoju Przestrzennego i Ochrony Środowiska oraz Komisji Kultury i Promocji. Od 2013 jest wiceprzewodniczącą Zarządu Platformy Obywatelskiej w Gdańsku. W 2013 została uhonorowana tytułem „Radny na medal”. W 2014 ponownie kandydowała do rady miasta Gdańska z ramienia Platformy Obywatelskiej i otrzymała 3026 głosów i mandat radnej. Podczas pierwszej sesji rady po raz trzeci została wiceprzewodniczącą Rady Miasta Gdańska. W 2018 ponownie kandydowała do rady miasta Gdańska z ramienia Platformy Obywatelskiej, otrzymała 6699 głosów i po raz czwarty mandat radnej. Podczas pierwszej sesji rady została wybrana przewodniczącą rady miasta Gdańska VIII kadencji. W 2024 również kandydowała do rady miasta Gdańska z ramienia Koalicji Obywatelskiej, otrzymała 7457 głosów i po raz piąty mandat radnej. Podczas pierwszej sesji rady została wybrana przewodniczącą rady miasta Gdańska IX kadencji.

## Odznaczenia i wyróżnienia
- Odznaka Honorowa za Zasługi dla Samorządu Terytorialnego – 2024[13]

## Życie prywatne
Jest córką Zbigniewa i Barbary, ma siostrę Aleksandrę (ur. 1983). Jest żoną Michała, ma córkę Polę i syna Franka.